# Calauag
Calauag è una municipalità di prima classe delle Filippine, situata nella Provincia di Quezon, nella regione di Calabarzon.
Calauag è formata da 81 baranggay:
- Agoho
- Anahawan
- Anas
- Apad Lutao
- Apad Quezon
- Apad Taisan
- Atulayan
- Baclaran
- Bagong Silang
- Balibago
- Bangkuruhan
- Bantolinao
- Barangay I (Pob.)
- Barangay II (Pob.)
- Barangay III (Pob.)
- Barangay IV (Pob.)
- Barangay V (Pob.)
- Bigaan
- Binutas
- Biyan
- Bukal
- Buli
- Dapdap
- Dominlog
- Doña Aurora
- Guinosayan
- Ipil

- Kalibo (Santa Cruz)
- Kapaluhan
- Katangtang
- Kigtan
- Kinamaligan
- Kinalin Ibaba
- Kinalin Ilaya
- Kumaludkud
- Kunalum
- Kuyaoyao
- Lagay
- Lainglaingan
- Lungib
- Mabini
- Madlangdungan
- Maglipad (Rosario)
- Maligaya
- Mambaling
- Manhulugin
- Marilag (Punaya)
- Mulay
- Pandanan
- Pansol
- Patihan
- Pinagbayanan
- Pinagkamaligan
- Pinagsakahan

- Pinagtalleran
- Rizal Ibaba
- Rizal Ilaya
- Sabang I
- Sabang II
- Salvacion
- San Quintin
- San Roque Ibaba
- San Roque Ilaya
- Santa Cecilia
- Santa Maria
- Santa Milagrosa
- Santa Rosa
- Santo Angel (Pangahoy)
- Santo Domingo
- Sinag
- Sumilang
- Sumulong
- Tabansak
- Talingting
- Tamis
- Tikiwan
- Tiniguiban
- Villa Magsino
- Villa San Isidro
- Viñas
- Yaganak